# 磯部検三
磯部 検三（いそべ けんぞう、明治5年10月13日（1872年11月13日） - 1949年（昭和24年）8月3日）は、日本の医師、学校経営者。日本医科大学の前身・日本医学校の創立に事務責任者（肩書は「幹事」）として関与し、のちに日本医科大学の維持員となった。かつては本人の主張に基づき日本医科大学の創立者として扱われていたが、現在では創立者と見なされていない。磯部の申し立てた経歴や業績には詐称や虚飾が多かったことが判明している。
名前は検蔵とも表記される。また嬰賓、孔夏、椿軒とも号した。

## 経歴
明治5年（1872年）10月13日、長門国厚狭郡（現・山口県山陽小野田市埴生）の医師・重枝化甫の三男として生まれ、叔父の磯部禎太郎の養子となった。明治32年（1899年）頃には加藤時次郎の『千代田日報』紙で新聞記者をしていた。
1983年出版の『日本医科大学80周年記念誌』で磯部の経歴は「済生学舎に学び、明治30年医術開業試験に合格」とされていた。しかし明治40年（1907年）の『日本醫学』誌に本人が書いた文章によれば、磯部が済生学舎の学生だったことはない。また医学免状を受けたのは実際には明治30年（1897年）ではなく明治33年（1900年）で、3年早く合格したと詐称していた。
医師免許取得後は日本橋浜町で開業医となった。
山根正次とは同郷であり、山根の書生であったほか、山根が警視庁第三部長のころはその秘書となっていた。
明治37年（1904年）4月に山根を校長として日本医学校が創立されると、磯部は幹事（定数1名）としてその庶務を取り扱った。同年10月に『日本醫学』を発刊し村田犀川とともに主幹となった。明治43年（1910年）に山根校長が韓国衛生顧問として京城に赴任したため、校長代理として権力を伸ばした。明治45年（1912年）の財団法人・日本医学専門学校設立申請の際は、申請者の筆頭に名を連ねている。
大正5年（1916年）、磯部は専任理事兼学監を務めていたが、医術開業試験の廃止に伴う文部省による医学専門学校指定を受けられなかったために学生400名余りが退学し（彼らが学生となって新たに設立されたのが東京医学専門学校である）、大正7年（1918年）に引責辞任することとなった。
大正6年（1917年）4月から昭和3年（1928年）2月まで4度にわたり衆議院議員総選挙に出馬したが、いずれも落選している。
大正9年（1920年）戸水寛人を創立委員長とする「亜細亜炭礦株式会社」に創立委員として関与した。同社は資本金1000万円、買収により一大炭鉱会社となすと称したが内実のない泡沫会社であったために翌年には解散し、磯部も東京地裁に喚問された。大正11年（1922年）に満洲に渡り『ハルピン日々新聞』を創刊した。昭和7年（1932年）には満州に医学専門学校を設立する構想を発表して『医海時報』誌に取り上げられた（ただし続報なし）。この昭和7年時点で日本医科大学の創始者だと主張していた。
昭和9年（1934年）6月2日、磯部は同窓会の幹部30名余りを集め、自身が日本医科大学の前身・日本医学校・日本医学専門学校の創立者であるという旨の演説を行い、長沢米蔵・河野勝斎らを味方につけ、当時の学長・塩田広重と争った。上に述べたように財団法人設立筆頭申請者であったこともあり、この争いは磯部が勝利を収めた。磯部は日本医科大学の「維持員」となるとともに、昭和15年（1940年）編纂の『日本医科大学十五年記念誌』では「川上元治郎氏は･･･磯部検蔵氏を慫慂して学校の設立を要求し、磯部氏は先輩山根正次氏に諮り遂に私立日本医学校の設立を申請し･･･」と記述され、以降の校史でも磯部を創立者とする記述が踏襲された。
2006年編集の『学校法人日本医科大学創立百三十周年記念誌』では、磯部ではなく済生学舎創立者の長谷川泰が日本医科大学創立者として扱われている。
昭和24年（1949年）8月3日、日本医科大学付属病院で死去した。葬儀は駒込の吉祥寺で大学葬として営まれた。